# トランス (意識)
トランス (英: trance) あるいはトランス状態とは、通常とは異なった意識状態、つまり変性意識状態の一種であり、その代表的なものである。
入神状態と呼ばれることも、脱魂状態や恍惚状態と呼ばれることもあり、リハビリテーション、教育、スポーツなどの幅広い領域へと応用されている。

## 概説
トランス状態には以下のようなものがある。
- 催眠によって表層的意識が消失して心の内部の自律的な思考や感情が現れるもの[1]
- ヒステリーやカタレプシーにより意識を喪失したもの[1]
- 宗教的修行によって、外界との接触を絶ち、法悦状態になったもの[1]

トランス状態の見かけの程度というのは、全身の痙攣を伴う激烈なものから、あくびを繰り返すだけの軽度のものもあり、さらには他者からの観察では通常の状態と全く変わらないものまで、さまざまなヴァリエーションがある。このヴァリエーションというのは地域差（文化の差）に起因していることもあるし、年齢差に起因していることもある。このようにトランス状態というのは見かけには様々なヴァリエーションがあるため、研究する場合はその見た目でわかる一部の要素にこだわってしまうと重要な要素のほうを見落としてしまうことになりかねないという。
トランス状態に入るのにはさまざまな方法があり、社会ごとに定型化されていることが多い。たとえばイタコやカミサンの場合は祭壇で呪文などを唱える。沖縄のユタの場合はそれとは異なった手順を経る。西アジアのシャーマンのように特殊なものを火に注いでその煙を吸う例もある。
文化人類学などによる宗教研究ではしばしば“シャーマン”という言葉・概念によって宗教的ものごとを分類・説明しており、シャーマンのトランスには、霊魂が身体から離れて異界に移動し神や霊と接触する ecstasy（エクスタシー、脱魂）型と、反対に神や霊などの超自然的存在がシャーマンを訪れる possession（ポゼッション、憑依）型の2種類があると言われている。
羽仁礼は、トランス状態というのは、霊に憑依された時の霊媒や、心霊現象を起こしている時の霊媒などにみられることもあり、また人々が聖母マリアを目撃している最中（→聖母の出現）やイエス・キリストを目撃している最中などもこの状態になる、と説明している。
トランス状態の時には通常の感覚は失われ、例えば目の前でストロボを発光させても反応しなくなるし、からだの一部に針を刺してもそれを感じない。
トランス状態においては脳ではアルファ波〜シータ波が優勢になることが知られている。
トランス状態というのは何も宗教的な場面だけに見られるわけではない。一例を挙げると、催眠療法というのは催眠を用いた心理療法であるが、一連の暗示操作によって覚醒レベルを下げて被暗示性を高めた状態（変性意識状態、トランス状態）に導き治療を行うものであり、トランス状態のもたらす緊張緩和効果を利用している。

## 関連文献
- Inglis, Brian (1990). Trance: A Natural History Of Altered States Of Mind. London, Paladin. ISBN 0-586-08933-0
- Wier, Dennis R.(1995)  Trance: from magic to technology,   ISBN 1-888428-38-4
- Warren, Jeff (2007).  "The Trance". The Head Trip: Adventures on the Wheel of Consciousness., Random House Canada. ISBN 978-0679314080.
- Taves, Ann (1999). Fits, Trances, & Visions: Experiencing Religion and Explaining Experience from Wesley to James., Princeton University Press.